# Ngempit
Ngempit is een bestuurslaag in het regentschap Pasuruan van de provincie Oost-Java, Indonesië. Ngempit telt 2453 inwoners (volkstelling 2010).